# Horismenus apantelivorus
Horismenus apantelivorus är en stekelart som beskrevs av Crawford 1911. Horismenus apantelivorus ingår i släktet Horismenus och familjen finglanssteklar.
Artens utbredningsområde är:
- Costa Rica.
- Kuba.
- Jamaica.
- Puerto Rico.
- Venezuela.

Inga underarter finns listade i Catalogue of Life.